# 박승원 (정치인)
박승원(朴陞原, 1965년 2월 22일~)은 대한민국의 정치인이다. 제18·19대 광명시장(민선 7·8기)이며, 경기도 광명시를 기반으로 광명시장 비서실장, 광명시의원, 경기도의원 등을 역임했다. 2010년 개명을 통해 현재의 이름으로 바꾸었다. 개명 전 이름은 박상대이다.

## 생애
박승원은 충청남도 예산군 출신으로 덕산고등학교, 한양대학교 국어국문학과를 졸업했다.1998년 광명시 평생학습센터 사무국장, 광명시 종합자원봉사센터 소장, 2002년 백재현 광명시장 비서실장 등을 거쳐 2004년 4월 광명시의원 보궐선거에 당선되어 처음 정치에 입문했다.
2006년 노무현대통령 자문 국가균형발전위원회 자문위원, 민주당 경기도당 대변인 등을 거쳐 2010년 제5회 전국동시지방선거 광명시제3선거구에서 제8대 경기도의원으로 당선되었다. 제8대 경기도의원으로서 경기도의회 새정치민주연합 수석부대표, 도시환경위원회 위원, 운영위원회 간사 등의 활동을 하였다. 2014년 제6회 전국동시지방선거에서 경기도의원 재선에 성공하였다. 이후 경기도의회 교육위원회 위원, 농정해양위원회 위원, 제9대 경기도의회 혁신 및 지방분권강화 특위 위원장, 경기도의회 사회적경제 활성화 포럼 회장 등으로 활동했으며, 2016년부터 더불어민주당 경기도당 운영위원, 더불어민주당 자치분권민주지도자회 공동대표, 경기도의회 더불어민주당 대표의원으로 활동하였다.
2017년 제19대 대통령선거에서 더불어민주당 제19대 대통령선거 광명시(을) 선거대책위원회 공동선거 위원장으로 활동하였으며 더불어민주당 대선 승리 공로자 1급 포상을 수상하였다.
2018년 제7회 전국동시지방선거에서 더불어민주당 후보로 광명시장에 출마했으며, 선거에서 당선되었다.
2022년 제8회 전국동시지방선거에서 더불어민주당 후보로 광명시장 재선에 도전했다. 본 선거에서 53.44%의 득표율을 기록하면서 재선에 성공했다.

## 학력
- 용동국민학교 졸업
- 덕산중학교 졸업
- 덕산고등학교 졸업
- 한양대학교 국어국문학과 학사
- 성공회대학교 시민정책학 석사 과정 재학

## 주요 경력
- 2018. 7.~제18대 경기도 광명시장
- 2025. 8.~현재 더불어민주당 참좋은지방정부위원장
- 2022. 3.~현재 안양천 명소화·고도화 행정협의회 부회장
- 2022. 1.~현재 대한민국시장군수구청장협의회 자치분권위원장
- 2021. 10.~현재 전국 남북평화협력 지방정부협의회 부회장
- 2021. 8.~현재 지속가능발전 지방정부협의회 부회장
- 2021. 4.~현재 더불어민주당 전국자치분권민주지도자회의 총괄 기획위원장
- 2021. 3.~현재 더불어민주당 경기도당 주거대책특별위원회 부위원장
- 2021. 1.~현재 전국평생학습도시 협의회 운영위원회 이사
- 2021. 1.~현재 기후위기 대응·에너지전환 지방정부협의회 사무총장
- 2020. 12.~현재 자치분권 지방정부협의회 부회장
- 2020. 11.~현재 더불어민주당 전국사회적경제위원회 부위원장
- 2020. 7.~현재 더불어민주당 전국기초자치단체장협의회 사무총장
- 2020. 6.~현재 한국인권도시협의회 부회장
- 2020. 1.~현재 유니세프 아동친화도시 지방정부협의회 부회장
- 2018. 10.~현재 마을만들기 지방정부협의회 부회장
- 2018. 9.~2019. 8. 경기도시장군수협의회 사무처장
- 2018. 8.~2020. 12. 자치분권 지방정부협의회 사무총장
- 2018. 2.~2019. 2. 더불어민주당 정책위원회 부의장
- 2017. 12.~2018. 6. 전국자치분권개헌추진본부 공동대표
- 2017. 4.~2017. 5. 문재인 대통령 후보 광명(을) 공동선거대책위원장
- 2016. 8.~2020. 6. 전국자치분권민주지도자회의 공동대표
- 2016. 7.~2018. 3. 제9대 경기도의회 더불어민주당 대표의원
- 2010. 7.~2018. 3. 제8대·제9대 경기도의회 의원
- 2006. 7.~2007. 7. 노무현 대통령 자문 국가균형발전위원회 자문위원
- 2004. 7.~2006. 6. 제4대 광명시의회 의원
- 2002. 8.~2004. 5. 백재현 광명시장 비서실장
- 1999. 1.~2002. 4. 광명시 평생학습센터 사무국장

## 역대 선거 결과
|  | 49.2% |

|  | 12.13% |

|  | 52.11% |

|  | 58.89% |

|  | 67.43% |

|  | 53.44% |

## 소속 정당
| 소속 정당 | 소속 정당      | 소속 기간 | 비고      |
| --------- | -------------- | --------- | --------- |
|           | 무소속         | 2004~2006 | 정계 입문 |
|           | 열린우리당     | 2006~2007 | 입당      |
|           | 대통합민주신당 | 2007~2008 | 합당      |
|           | 통합민주당     | 2008      | 합당      |
|           | 민주당         | 2008~2011 | 당명 변경 |
|           | 민주통합당     | 2011~2013 | 합당      |
|           | 민주당         | 2013~2014 | 당명 변경 |
|           | 새정치민주연합 | 2014~2015 | 합당      |
|           | 더불어민주당   | 2015~현재 | 당명 변경 |